# Desierto de Hoz de Anero

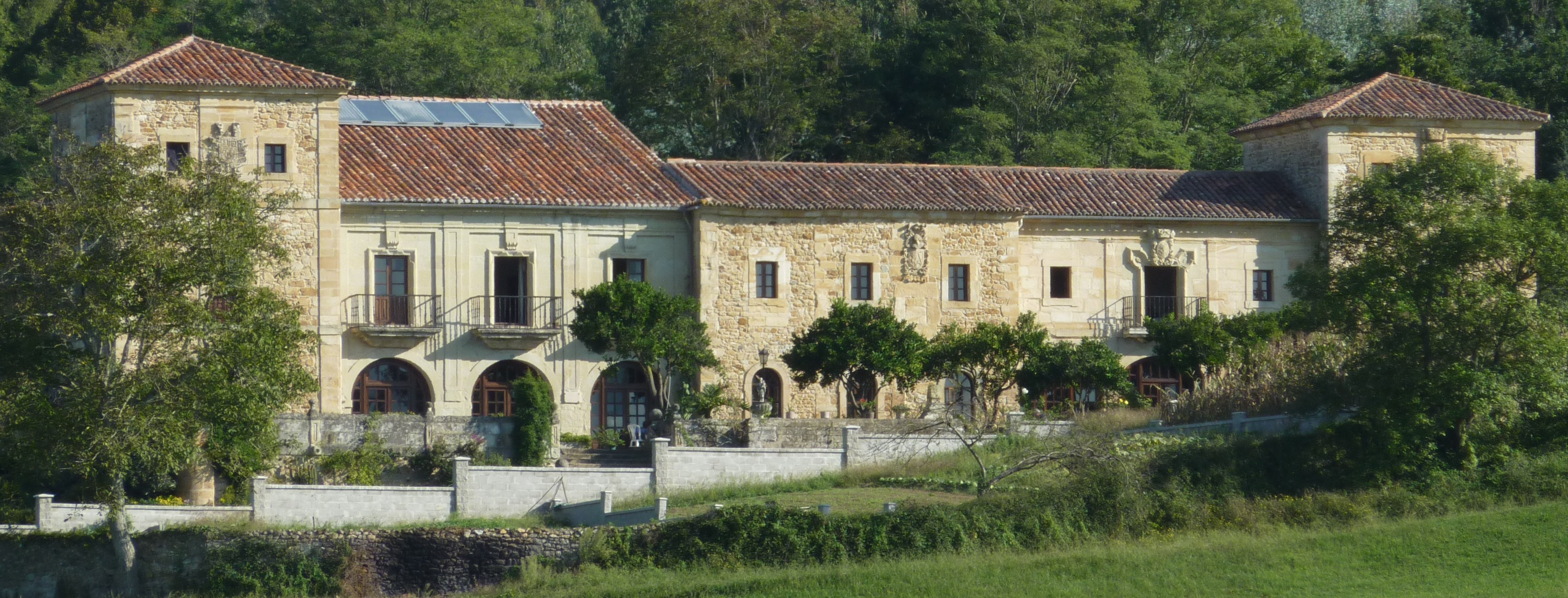
Convento del Santo Desierto de San José de Rigada.

El Edificio El Desierto o Convento del Santo Desierto de San José de Rigada está situado en Hoz de Anero, municipio de Ribamontán al Monte (Cantabria, España). Se localiza en la carretera que va desde Hoz de Anero a Villaverde de Pontones. Fue declarado Bien de Interés Cultural el 15 de octubre de 1977.
Este convento alberga en la actualidad una comunidad de la orden de los Carmelitas Descalzos.
El palacio fue donado a principios del siglo XX a una orden religiosa por don José María de Agüero y Regato. 

## Descripción
La construcción no manifiesta una fisonomía de tipo religioso sino un aspecto palaciego, pues con esta finalidad fue edificada desde finales del siglo XVII por los hermanos Pedro Alonso y Juan Cagigal Salinas, distinguidos militares naturales de este lugar, este último padre de Francisco Antonio Cagigal de la Vega, que fue Capitán General de la Isla de Cuba y Virrey de Nueva España.
Este ejemplo de arquitectura religiosa era, en origen, dos casonas montañesas barrocas que se encontraban unidas por una capilla central. Uno de los palacios se edificó a finales del siglo XVII y el segundo, en la parte oeste, se acabó en 1754, siendo este segundo obra del arquitecto trasmerano Andrés Julián de Mazarrasa. Muestra una disposición rectangular, con la fachada principal, muy alargada, orientada hacia el sur, y blasones familiares de los fundadores en lugar preeminente: Cagigal, Alonso, Vega y Acebedo.